# Lars Riedel
Lars Riedel (n. 28 iunie 1967, Zwickau, Karl-Marx-Stadt District⁠(d), RDG) este un fost aruncător de disc german, multiplu campion mondial și laureat cu aur la Jocurile Olimpice din 1996.

## Carieră
S-a născut la Zwickau, Germania de Est. S-a apucat de atletism la vârsta de șase ani și a făcut parte din cluburile BSG Motor Thurm și SC Karl-Marx-Stadt. La Campionatul Mondial de Juniori din 1986 a obținut locul 4.
După reunificarea Germaniei s-a antrenat puțin și a lucrat ca zidar timp de un an. Apoi a fost legitimat la USC Mainz și a dominat proba de aruncarea discului. De cinci ori a cucerit aurul la Campionatele Mondiale, în anii 1991, 1993, 1995, 1997 și 2001. La Jocurile Olimpice din 1996 de la Atlanta a câștigat medalia de aur și la Olimpiada din 2000, la Sydney, a obținut argintul. La Campionatul European din 1998 a câștigat de asemnea medalia de aur.
Cea mai bună aruncare a sa a fost de 71,50 metri, reușită pe 3 mai 1997 la Wiesbaden. Această aruncare îl clasează pe locul al optulea printre cei mai buni aruncători din toate timpurile.

## Realizări
| An   | Competiție                              | Locație                | Loc | Note  |
| ---- | --------------------------------------- | ---------------------- | --- | ----- |
| 1986 | Campionatul Mondial de Juniori (sub 20) | Atena, Grecia          | 4   | 58,16 |
| 1990 | Campionatul European                    | Split, Iugoslavia      | 15  | 59,28 |
| 1991 | Campionatul Mondial                     | Tokio, Japonia         | 1   | 66,20 |
| 1992 | Jocurile Olimpice                       | Barcelona, Spania      | 14  | 59,98 |
| 1993 | Campionatul Mondial                     | Stuttgart, Germania    | 1   | 67,72 |
| 1994 | Campionatul European                    | Helsinki, Finlanda     | 12  | 58,66 |
| 1995 | Campionatul Mondial                     | Göteborg, Suedia       | 1   | 68,76 |
| 1996 | Jocurile Olimpice                       | Atlanta, Statele Unite | 1   | 69,40 |
| 1997 | Campionatul Mondial                     | Atena, Grecia          | 1   | 68,54 |
| 1998 | Campionatul European                    | Budapesta, Ungaria     | 1   | 67,07 |
| 1999 | Campionatul Mondial                     | Sevilla, Spania        | 3   | 68,09 |
| 2000 | Jocurile Olimpice                       | Sydney, Australia      | 2   | 68,50 |
| 2001 | Campionatul Mondial                     | Edmonton, Canada       | 1   | 69,72 |
| 2003 | Campionatul Mondial                     | Paris, Franța          | 4   | 66,28 |
| 2004 | Jocurile Olimpice                       | Atena, Grecia          | 7   | 62,80 |
| 2005 | Campionatul Mondial                     | Helsinki, Finlanda     | 9   | 63,05 |
| 2006 | Campionatul European                    | Göteborg, Suedia       | 8   | 64,11 |